# 이종원 (1994년)
이종원(1994년 12월 31일~ )은 대한민국의 배우이자 모델, 대한민국 육군 제30기계화보병사단 조교로 복무했다.

## 생애
이종원은 1994년 12월 31일
전라남도 순천시에서 3남 중 셋째로 태어나 유년시절 전라남도 구례군으로 이사갔고 2017년 모델로 데뷔하였다.

## 출연작

### 드라마
- 2018년 CJ E&M 디지털 드라마 《팩 투더 퓨처》
- 2018년 웹 드라마 《고,백 다이어리》
- 2018년 웹 드라마 《배그로 만난 썰》
- 2018년 웹 드라마 《크리스마스에 뭐해?》
- 2018년 웹 드라마 《어젯밤 나는 누구와 키스를 했을까?》
- 2019년 JTBC 2부작 드라마 《너를 싫어하는 방법》 ... 고은태 역
- 2019년 SBS 드라마 《F!L 이슈 메이커스》
- 2019년 Netflix 오리지널 드라마 《보건교사 안은영》
- 2019년 tvN 드라마 《잘 빠진 연애》
- 2019년 웹 드라마 《귀신데렐라》
- 2019년 ~ 2020년 SBS 4부작 일요 드라마 《농부사관학교》 ... 우진 역
- 2020년 MBC 10부작 드라마 《엑스엑스(XX)》 ... 왕정든 역
- 2020년 tvN 월화드라마 《(아는 건 별로 없지만) 가족입니다》 ... 안효석 역
- 2020년 KAKAO TV 화요드라마 《아만자》 ... 박동연 역
- 2020년 MBC 수목드라마 《나를 사랑한 스파이》 ... 팅커 역
- 2021년 tvN 목요드라마 《슬기로운 의사생활 시즌2》 ... 김건 역
- 2022년 MBC 금토드라마 《금수저》 ... 황태용 / 가짜 이승천 역
- 2023년 MBC 금토드라마 《밤에 피는 꽃》 ... 박수호 역
- 2024년 MBN 금토드라마 《나쁜 기억 지우개》 ... 이신 역
- 2024년 ENA 월화드라마 《취하는 로맨스》 … 윤민주 역

### 영화
- 2019년 니나 내나 - 수완 역
- 2019년 사회인 - 김경식 역

## 수상 및 후보
| 연도 | 시상식                       | 부문                           | 작품         | 결과 |
| ---- | ---------------------------- | ------------------------------ | ------------ | ---- |
| 2022 | MBC 연기대상                 | 남자 신인연기상                | 금수저       | 수상 |
| 2024 | 제60회 백상예술대상          | TV부문 남자 신인연기상         | 밤에 피는 꽃 | 후보 |
| 2024 | 제 15회 코리아 드라마 어워즈 | 남자 신인상                    | 밤에 피는 꽃 | 후보 |
| 2024 | 제10회 에이판 스타 어워즈    | 중편드라마부문 남자 우수연기상 | 밤에 피는 꽃 | 후보 |
| 2024 | MBC 연기대상                 | 미니시리즈부문 남자 우수연기상 | 밤에 피는 꽃 | 수상 |
| 2024 | MBC 연기대상                 | 베스트 커플상 (with 이하늬)    | 밤에 피는 꽃 | 후보 |